# Боржес Саншеш, Ивандро
Ивандро Боржес Саншеш (порт. Yvandro Borges Sanches; род. 24 мая 2004, Люксембург) — люксембургский футболист, атакующий полузащитник нидерландского клуба «Хераклес» и сборной Люксембурга.

## Клубная карьера
Боржес Саншеш родился и вырос в Люксембурге, занимался футболом в местной команде «Расинг Унион», откуда в 2020 перешёл в молодёжную команду мёнхенгладбахской «Боруссии». Дебютировал за немецкий клуб 11 сентября 2022 года в Бундеслиге в матче против «Фрайбурга».
10 января 2024 года перешёл в НЕК на правах аренды до конца сезона 2023/24.
7 августа 2025 года перешёл в нидерландский «Хераклес», подписав трёхлетний контракт до середины 2028 года. 10 августа дебютировал в гостевом матче Эредивизи против «Утрехта» (4:0), выйдя на замену вместо Джевенсио ван дер Кюста на 64-й минуте.

## Карьера в сборной
В июне 2021 года Ивандро дебютировал за молодёжную сборную Люксембурга возрастом до 21 года. 4 сентября 2021 года впервые сыграл за национальную сборную Люксембурга в матче отборочного турнира к чемпионату мира 2022 года против сборной Сербии.